# 多層建て列車

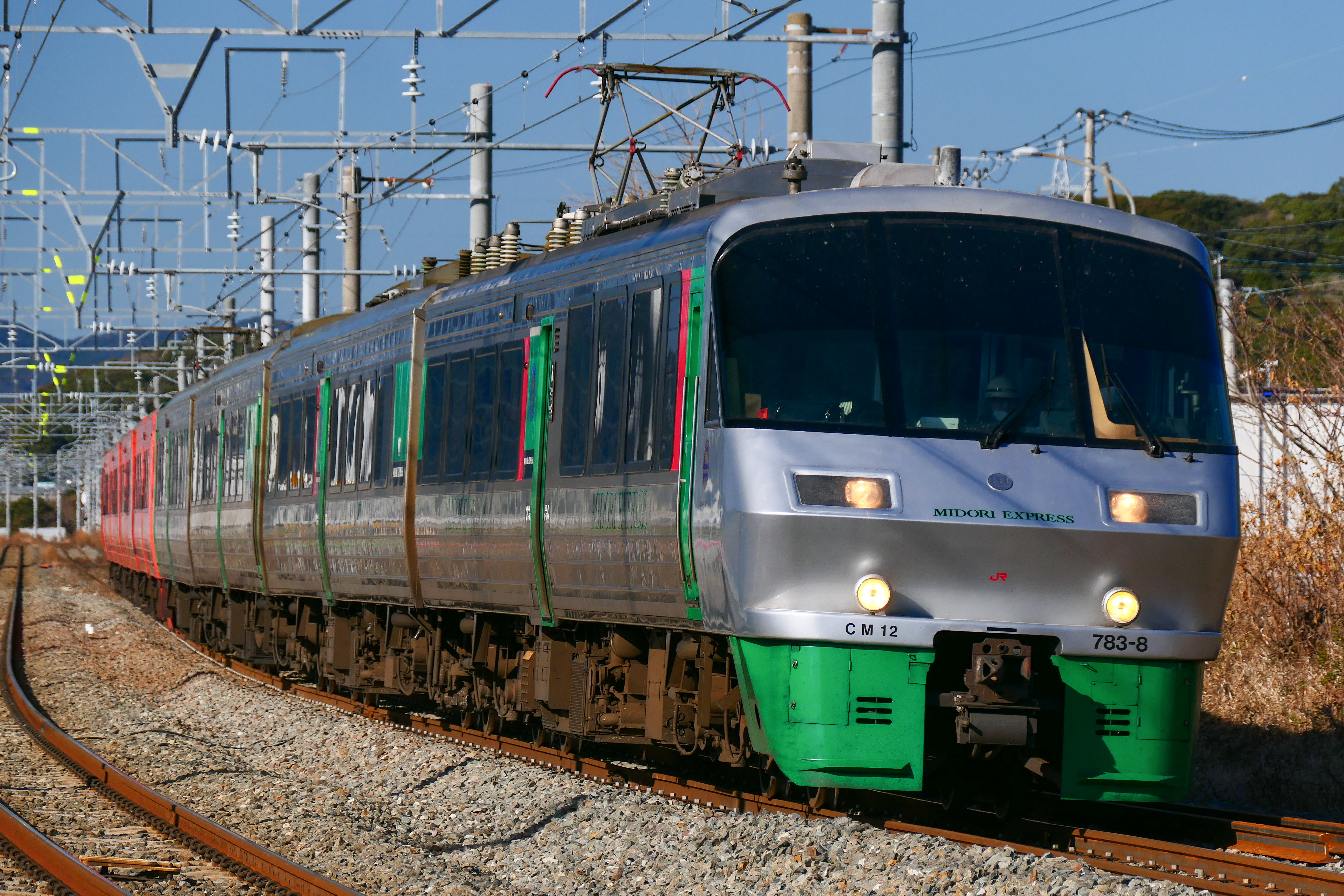
例：JR九州の「みどり」（前）・「ハウステンボス」（後）

多層建て列車（たそうだてれっしゃ）とは、ある列車が始発駅から終着駅まで運転する間に、異なる始発駅の列車、あるいは異なる終着駅の列車と相互に分割併合（連結・切り離し）しながら運転する列車をいう。建物の階層に例え、2つの列車に分割されるものを2階建て、3つに分割されるものを3階建てのように称す。
新幹線と並行在来線のような多層建て路線網や、JR東日本のMax（E1系、E4系）、近畿日本鉄道のビスタカーのような車両自体が2階建ての列車を意味するものではない。

## 長所および短所
多層建て列車の長所としては、次のようなものがある。
1. 支線区へ乗換えなしで直通運転が実施できるため、乗客にとって乗換えの手間、時間を節約できる。
2. 線路容量に余裕がない場合、複数の列車を統合することにより線路容量の有効活用を図れる。
3. 前項と同じ理由で、乗務員の効率的運用を図れる。
4. 本線と支線で輸送量に差がある場合、編成の長さを増減することで輸送力の適正化を図れる。

一方、次のような短所もある。
1. 列車系統と列車ダイヤの整合が困難。本線と支線区の有効時間帯を合わせるのが困難である。
2. 分割併合のための構内作業が（機関車連結の必要のため客車列車では特に）複雑となる。また自動解結装置・自動連結装置を有していない車両については、連結や解結のための要員が必要になる。
3. 分割併合を行う駅で停車時間が増える。
4. 分割併合を行う駅では誘導信号機などの設備が必要となる。
5. 異常時の運転手配が複雑。併結する列車が遅れた場合、その遅れが正常運転している列車にも波及してしまう。また、単独運転する場合は、乗務員の手配が必要となる（すなわち、運転整理面において不利になる）。
6. 行き先の違う車両を併結するため、駅や車内での旅客への案内が煩雑になり、乗客の車両乗り間違いのおそれがある。
7. 運転台付きの車両が増えるため、乗車定員が減る。
8. 上記各短所も然ることながら、車体塗色や形態・設備の異なる車両（例 : 急行型車両と一般型車両）を混結する列車の場合もあり、（列車自体の）統一感（編成美）が損なわれることもあった。特に非電化区間で顕著であった。

## 日本
国鉄時代には、7 - 8列車が関係するような大規模なもの（急行「陸中」など）も見られたが、新幹線の開業により接続駅からの乗換え連絡に改められたり準急・急行列車自体の減少などがあり、その数を減らしていった。
JR発足後は、一転して分割併合運用を前提とした装備を持つ車両が多数新造されるようになり、ミニ新幹線による新在直通など積極的に支線区への直通を実施する例が見られる。
また、主に東北地方の優等列車では1編成を複数の車両一組で形成する見かけ上の多層建て列車もあるが、これは行き先が同じ列車であり、多層建てとは定義しない。
以下の（）内の区間は複数の列車を併結運転している区間。

### 2階建て列車
2つの列車を併結運転している例である。

#### JR
原則として、列車名のあるものについて示す。

##### 東北新幹線（東日本旅客鉄道）
東北新幹線では多くの列車で、“ミニ新幹線+フル新幹線”の二階建て列車を構成しているが、ここでは代表的な列車を列挙する。
- はやぶさ・こまち（東北新幹線 : 東京駅 - 盛岡駅間（盛岡駅で分割併合））
- やまびこ・つばさ（東北新幹線 : 東京駅 - 福島駅間（福島駅で分割併合））

##### 在来線の特急列車
- 成田エクスプレス（総武本線・成田線 : 東京駅 - 成田空港駅間）
  - 横浜駅方面発着の編成と新宿駅方面発着の編成が併結運転。
- 踊り子（東海道線 : 東京駅 - 熱海駅間）
  - 伊豆急下田駅発着編成と修善寺駅発着編成が併結運転。なお伊豆急下田駅は伊豆急行、修善寺駅は伊豆箱根鉄道の駅であり、JRの2階建て列車の終着駅が共に私鉄の駅という珍しい例である。
- あずさ・富士回遊、かいじ・富士回遊（総武本線・中央本線：千葉駅・新宿駅 - 大月駅間）
  - 下り3号のみ千葉駅発。
- サンライズ瀬戸・サンライズ出雲（東海道本線・山陽本線 : 東京駅 - 岡山駅間）
- ひだ（高山本線 : 岐阜駅 - 高山駅間）
  - 名古屋駅発着列車（5・16号）と大阪駅発着列車（25・36号）が併結運転。なお16・25・36号は高山駅発着だが、5号は高山駅で25号を切り離した後、飛騨古川駅まで運転する。
- きのさき・まいづる、はしだて・まいづる（山陰本線 : 京都駅 - 綾部駅間）
- 南風・うずしお（宇野線・本四備讃線 : 岡山駅 - 宇多津駅間）
- しおかぜ・いしづち（予讃線 : 宇多津駅 - 松山駅間）
- 南風・しまんと（予讃線・土讃線 : 宇多津駅 - 高知駅間）
  - 「しおかぜ・いしづち」の一部下り列車は多度津駅で併結する。
- みどり・ハウステンボス（鹿児島本線・長崎本線・佐世保線 : 博多駅 - 早岐駅間）

##### 快速列車
- 横須賀・総武線・総武本線 : 久里浜駅・逗子駅・大船駅 - 佐倉駅間
  - 1日2往復のみ（横須賀線内の始発・終着駅は曜日により異なる）。付属編成（4両）が総武本線成東と成田線・鹿島線鹿島神宮に1往復ずつ発着する。
- 京葉線から外房線上総一ノ宮駅・東金線経由成東駅へ直通する快速1往復（東京駅 - 誉田駅）
  - 両線が分岐する大網駅では分割・併合作業が不可能なので誉田駅で行う。E233系5000番台を使用する。

- JR神戸線・JR京都線：網干駅 - 京都駅間
  - 平日朝の上り新快速1本が、京都で湖西線経由敦賀行と米原行に切り離される。
- 大阪環状線・阪和線：天王寺駅 - 京橋駅 - (大阪駅経由) - 天王寺駅 - 日根野駅間
  - 関空快速・紀州路快速（平日朝の上りは直通快速）は、日根野駅にて分割・併合が行われる。同駅以南では関西空港線関西空港発着の「関空快速」と阪和線和歌山方面発着の「紀州路快速」に分かれる。
- 大阪環状線・大和路線：天王寺駅 - (大阪駅経由) - 王寺駅間、JR難波駅 - 王寺駅間
  - 夕方以降の一部の大和路快速・区間快速・快速は、王寺駅にて大和路線奈良方面行きと和歌山線高田方面行きに分割される。

##### 普通列車
- 大垣発浜松・武豊行き
  - 平日に1本のみ運転。大府駅で切り離され、前4両が浜松行き、後ろ4両が武豊行きになる。
- 高知 - 土佐山田・奈半利（一部安芸）間
  - 編成の一方が第三セクター鉄道の土佐くろしお鉄道に乗り入れる例。一部は同鉄道内は快速となる。

#### 私鉄

##### 小田急電鉄
- はこね・えのしま（平日上り1本）（小田急小田原線 : 新宿駅 - 相模大野駅間（相模大野駅で分割・併合））[1]
  - 以前は、相模大野駅で「えのしま」と分割・併合を行う列車は「はこね」以外にも「さがみ」・「あさぎり」が存在した[2] が、2018年3月17日のダイヤ改正で、新宿駅発着の特急ロマンスカーは上記の列車を除く全列車が単独運行となり、分割・併合が廃止となったため、小田原線系統と江ノ島線系統とが完全に分離された。
  - 以前は、ホームウェイにも相模大野駅で分割・併合を行う列車があったが、2012年3月17日のダイヤ改正で分割・併合が廃止となり、小田原線系統と江ノ島線系統とが完全に分離された。
  - 以前はほとんどの急行が相模大野駅（小田原線系統と江ノ島線系統の分割）・海老名駅・新松田駅・小田原駅（箱根登山線と直通運転する列車を含む）で分割・併合を行なっていたが、現在はロマンスカー以外に分割・併合を行う列車は存在しない。
- メトロはこね・メトロえのしま（土休日下り2本、上り1本）（東京メトロ千代田線・小田急小田原線 : 北千住駅 - 相模大野駅間（相模大野駅で分割・併合））[2]

##### 西武鉄道
- 秩父鉄道直通の普通（西武池袋線・西武秩父線 : 飯能駅 - 横瀬駅間）
  - 平日に1往復、休日に2往復運転される。西武秩父駅と御花畑駅の配線の関係で、西武秩父駅の1つ手前の横瀬駅で分割・併合を行う。
    - 西武秩父駅経由三峰口駅発着と御花畑駅経由長瀞駅発着
    - 三峰口駅発着列車は西武秩父駅で方向転換を行う。

##### 東武鉄道
- 東武本線（伊勢崎線・日光線系統）
  - 東武500系電車が運用される各特急列車： 浅草駅 - 下今市駅間など（野岩鉄道・会津鉄道直通列車有り）
2017年4月21日のダイヤ改正で運行開始。500系の開発コンセプトは「さまざまな運行形態で運用可能な速達性と快適性を持った特急列車」であり[3]、1編成3両固定の併結・分割を可能とした仕様で導入されているため[3]、途中駅で分割・併合を行う列車が存在する[4]。具体的には以下の通り。
・リバティけごん：浅草駅 - 東武日光駅・新栃木駅
・リバティきぬ（上りのみ）：浅草駅 - 鬼怒川温泉駅・新藤原駅
・リバティ会津：浅草駅 - 会津田島駅
以下に列車の分割・併合の具体的な区間を示す[4]。
・浅草駅 - 下今市駅間：リバティけごん＋リバティきぬ（上りのみ）、リバティけごん＋リバティ会津（下今市駅で分割・併合、終日）

##### 京浜急行電鉄
- 快特・イブニング・ウィング号（平日下り2本）（京急本線：品川駅 - 金沢文庫駅間）
  - 8両編成の快特の後部に4両編成のイブニング・ウィング号金沢文庫行きを増結。イブニング・ウィング号は通過扱いではあるものの、京急蒲田駅、京急川崎駅、横浜駅に停車する。

##### 名古屋鉄道
- 2024年現在公式に案内のあるものは朝時間帯の一部列車のみである。
- その他、途中駅で分割した編成をその駅始発の列車として扱うものがあるが、これらの列車は特に時刻表などでの案内はなく、事前に車内アナウンスなどで知らされるのみである。

### 3階建て列車
3つの列車を併結運転している例である。新幹線が開業する以前は東北地方を中心に3階建て以上を組む列車も存在したが、新幹線開業に伴う急行列車を中心とする優等列車の整理・廃止に伴いこうした列車は少なくなり、2011年3月11日を最後に日本国内において定期運行の3階建て列車は存在しなくなった。
2012年3月時点における日本最後の定期運行の3階建て列車は、1992年3月25日から2011年3月11日まで鹿児島本線・長崎本線の博多駅 - 肥前山口駅（現：江北駅）間で併結運転を行っていた「かもめ・みどり・ハウステンボス」である。この併結は1976年の長崎本線・佐世保線電化に伴い運行を開始した「かもめ・みどり」の2階建て列車が母体で、1992年に「ハウステンボス」が運行を開始した際、博多駅 - 早岐駅間で「みどり」に併結することになったことから、列車によっては3階建て列車を組むことになった。なお、従来通りの「かもめ・みどり」の2階建て列車や、「かもめ」を欠いた「みどり・ハウステンボス」の2階建て列車も存在したほか、2000年代に入ると「ハウステンボス」編成を連結した「みどり」が「かもめ」と併結する場合も見られるようになった。車両は2000年3月10日までは485系、それ以降は783系が用いられていた。
2011年3月12日のダイヤ改正で「かもめ」が全列車単独運転となったことから、現在は「みどり・ハウステンボス」の2階建て列車のみが存続している。2017年3月4日のダイヤ改正では「有明」と併結を組む形で「かもめ」の2階建て列車が1年間だけ復活した。

### 廃止された多層建て列車の主なもの（列車自体は存続したものを含む）

#### 国鉄分割民営化以前
- 白鳥（特急）（日本海縦貫線、キハ82系時代）
- たざわ（急行）、陸中（急行） 、むろね（急行）（キハ58系時代）
- かもめ（特急）（キハ82系時代）
- 雲仙・西海（急行）
- 出島（急行）・弓張（急行）
- いなば・紀伊（寝台特急）
- かすが（急行）、紀州（急行）、 平安 （急行）（キハ58系時代）
- ゆけむり（急行）（165系時代、草津と併結）
- 信州・志賀（急行）
- アルプス・こまがね（急行）
- かいじ（急行）・かわぐち（急行）
- しらゆき（急行）・白馬（急行）・きたかみ（急行）（しらゆき・白馬は金沢駅 − 糸魚川駅間、しらゆき・きたかみは秋田駅 − 青森駅間）
- さんべ:分割の後再度併結する形態のため、離婚・再婚列車と呼ばれた。詳細はいそかぜ (列車)#山陰対九州間連絡優等列車沿革参照。

#### JR各社
- やまびこ・こまち
- はやて・こまち
- Maxとき・Maxたにがわ
  - 2021年10月1日にE4系の定期運行終了に伴い廃止。{上越新幹線 : 東京駅 - 越後湯沢駅間（越後湯沢駅で分割併合[注 2]・臨時列車のみの設定）}
- 深浦
  - 2014年3月15日のダイヤ改正で廃止。下り列車のみ、深浦駅始発弘前駅行きの2両と鰺ケ沢駅始発青森駅行きの2両を鰺ケ沢駅で併合し、川部駅で分割した。
- 雷鳥・ゆぅトピア和倉
- オランダ村特急・有明
- みずほ（寝台特急）
- さくら（寝台特急）・はやぶさ
- 丹後（急行）
- なは・あかつき
- 富士・はやぶさ
- ムーンライト山陽・ムーンライト高知・ムーンライト松山
- 草津・水上
- サンダーバード
  - 2011年3月ダイヤ改正までは、富山発着の車両と和倉温泉発着の車両を併結した列車があり、金沢で分割・併合していた。
- しらさぎ
  - 2015年3月ダイヤ改正までは、富山発着の車両と和倉温泉発着の車両を併結した列車があり、金沢で分割・併合していた。
- ひだ・北アルプス
  - 1999年12月ダイヤ改正以前は「ひだ」の臨時列車、それ以降は定期列車と併結。特に1996 - 1999年は「ひだ」の大阪発と名古屋発の併結列車に「北アルプス」が併結される3階建て列車が見られた。なお、「北アルプス」は名鉄の特急なので、JRと民鉄という珍しいパターンでの多層建てである。
- ホリデー快速ピクニック号
- しおさい・あやめ
- 有明・かもめ

#### JR以外の私鉄
- 京浜急行電鉄の快特三崎口行（下り）の一部列車は、品川（または京急川崎） - 金沢文庫間を12両編成で走り、そのうち4両を金沢文庫で切り離し、普通浦賀行または新逗子行になっていたが（上りはその逆で、京急川崎で切り離した4両は特急羽田空港行きとして運転）、この運転方式は2010年5月16日のダイヤ改正で廃止された[5]。
- 京王電鉄京王線・高尾線の新宿駅 - 京王八王子駅・高尾山口駅の休日ダイヤの下り特急・急行は、高幡不動駅にて分割・併合していた。
- 京成電鉄ではごく一時期のみ、京成上野駅・押上駅 - 京成成田駅方面の列車や、荷物電車を京成高砂駅あるいは青砥駅で分割・併合をしていたことがあった。
- 東武鉄道
  - 快速・区間快速 : 浅草駅 - 下今市駅間など（野岩鉄道・会津鉄道直通列車有り）
2006年ダイヤ改正までは、一部の区間急行において、新栃木駅で東武宇都宮線直通列車と分割・併合する運用が存在した。
2013年ダイヤ改正までは、朝ラッシュ時の上り区間急行は、南栗橋駅・館林駅で後方4両を増結して北千住駅まで10両で運転した。このうち浅草駅行きは北千住駅で後方4両を解結していた。同改正をもって10両編成の区間急行は廃止され、この運用も廃止された。
2017年4月21日ダイヤ改正で快速・区間快速が種別廃止となったため[6]、東武鉄道が運行する一般列車においては、分割・併合運用が完全に消滅した。
  - リバティけごん・リバティりょうもう：浅草駅 - 東武動物公園駅間
下り1本のみの運転で、東武動物公園駅で分割していた。
2020年6月6日のダイヤ改正で、リバティりょうもうが単行運転に変更されたため廃止された。
- 西武鉄道
  - 2013年3月15日までの西武新宿駅 - 拝島駅・西武遊園地駅[注 3] の急行は、萩山駅にて分割・併合していた。
- 名古屋鉄道
  - 2007年（平成19年）6月ダイヤ改正までの河和線で、朝ラッシュ時及び海水浴シーズンの臨時列車などに見られた。河和線・河和駅と知多新線・内海駅を発着する特急列車が併結されていたが、増解結は分岐駅の富貴駅ではなく、その約7.5 km名古屋寄りの知多半田駅で行われており、その間は続行運転されていた。
- 近畿日本鉄道
  - 同社では「親子列車」という呼称を用いた。
  - 1983年から1998年までの間、大阪 - 湯の山温泉間特急列車（阪湯特急）は近鉄難波駅（現在の大阪難波駅） - 白子駅間で名阪乙特急と併結運転を行っていた。
    - 湯の山線の分岐駅は近鉄四日市駅だが、近鉄四日市駅での分割・併合は駅の構造上不可能なため、白子駅で分割・併合を行い、白子駅 - 近鉄四日市駅間は続行運転していた。湯の山特急の号車番号をアルファベットとしていた。

  - 1976年3月以前および2003年3月ダイヤ変更から2012年3月ダイヤ変更までの間、京伊特急が大和八木駅から賢島駅まで阪伊乙特急と併結運転を行っていた。誤乗防止のため大阪発着の阪伊特急を1 - 4号車、京都発着の京伊特急をA - D号車としていた。1976年以前は大阪線に単線区間があったため線路容量の制限から行われていた一方、2003年 - 2012年は利用者の減少による合理化によるもので主に閑散時間帯での併結を行っていたが、最終的に京伊特急の本数を大幅削減したため併結も取りやめ（大和八木駅での京橿特急と阪伊特急の乗り換え）となった。
    - また、年末年始の終夜運転ダイヤでは上記期間以外でも阪伊特急・京伊特急が大和八木駅以東で連結して運転することがある。

  - 2012年3月20日のダイヤ変更以降、一部の京橿特急が、京奈特急を大和西大寺駅まで連結して運転していたが、2018年3月17日のダイヤ変更で廃止し単独運転に戻した。当時は橿原神宮前発着を1 - 4号車、奈良発着をA・B号車として運転していた。
    - 特急列車については、かつて存在した喫煙車・喫煙室は親子列車が走っていた事態の名残で「喫煙車（喫煙室）は1号車・A号車…」と案内されていた。

  - その他、現在でも南大阪線の古市駅で分割した編成をその駅始発の列車として扱うものがある（ただし2013年3月のダイヤ変更まで運転していた大阪阿部野橋発富田林行と橿原神宮前行準急は当時の多層立て車両だったため除く）が、これらの列車は特に時刻表などでは接続列車として扱われ、事前に車内アナウンスなどで知らされるのみである。これは、方向幕に河内長野・橿原神宮前行きが存在しないためである。
- 南海電気鉄道
  - 2000年12月23日から2015年12月4日までの間、高野線で運行されていた「こうや」と「りんかん」の併結列車。列車案内などでは「こうや・りんかん」（英語表記は「Ltd. Exp. KŌYA & RINKAN」）表記で、難波駅 - 橋本駅間は難波側4両が「りんかん」となる8両編成で運転、橋本駅で増解結し、橋本駅 - 極楽橋駅間は「こうや」単独の4両編成で運転された。列車番号は共通であったが、「りんかん」の号数は「こうや」の号数に80を加えたものであった。
    - 当初は平日1往復のみであったが、2005年10月16日より土休日の下りにも1本運行されるようになった。しかし、2013年10月26日より平日・土休日共に下りのみ1本となり、2015年12月5日のダイヤ変更で廃止された。

### 分割の案内例
分割する際の乗り間違いを防ぐために以下の方法を用いるところもある。
- 乗車位置に列車名や行き先を明記する。
- 号車番号をドア上など目立つところに貼り付け、その番号を用いて案内する。
また号車番号の標記を行き先・編成毎で切り替える方法もある。2015年現在では、「はやぶさ（E5系）・こまち（E6系）」や「やまびこ（E2系）・つばさ（E3系）」の事例がある[注 4]。
  - かつて「きのくに」で天王寺駅発着は数字・南海難波駅発着はアルファベットで付番していた。現在では近鉄の京橿特急・京奈特急を併結する京奈特急にアルファベットで付番しているほか、2012年のダイヤ変更まで定期列車として存在しそれ以降は大みそかの終夜運転で運行される阪伊特急・京伊特急でも京伊特急にアルファベットで付番している。
- 客室にも列車名や行き先を表示する。
東北地方の気動車急行で採用され、東武日光線系統で運行していた快速・区間快速（東武6050系電車）でこの方式が採用されている[注 5]。
- 側面の行先表示装置に「この車両は○○行き（この車両○○まで）」を追記する。
JR東日本常磐快速線のE231系成田線直通列車で、常磐線区間の上野駅 - 我孫子駅間のみを運行する列車との区別で使われている。この場合、前面は、最終行先の「成田」を表示し、側面にその車両の行先を表示している。
西武鉄道で採用された方式で、主に池袋発の秩父鉄道直通列車で見られる。なお、2013年3月16日まで新宿線系統では拝島線等への多層建て列車も存在し、このような表記で存在した。
近畿日本鉄道（一般車および22000系以降の特急車のみ）・阪神電気鉄道では「この車両○○まで」、阪急電鉄では「この車両は○○まで」と表記。
かつて設定されていた近鉄南大阪線の大阪阿部野橋発、富田林・橿原神宮前行き準急の場合「前部（後部）車両は橿原神宮前（富田林）行き」。
阪神の車両の場合、行き先と交互に表示される。
南海電気鉄道のズームカーによる大運転では、「後部X両橋本（三日市町または河内長野）」と表示される。
阪急電鉄の場合、切り離される編成の行先表示は、英語表記のみ切り離される駅のものとなっている。
- ホームに「分割案内板」などの切り離し位置を示す看板を用意する。
小田急電鉄の事例が広く知られており、かつては編成パターンに応じてA～Eまでの分割案内板が設置されていた。
- 車両の座席や吊革などを行き先別に別の色にする。
京王電鉄が採用した方法で、新宿発の特急で高尾山口・京王八王子の各方面に分割される列車では、京王八王子行きの編成の吊革の色を緑色に変えている。なお、2006年9月以降は分割・併合運転は実施されていないが、かつて分割・併合運転を行っていた8000系車両の一部に緑色の吊革を持つ編成が残る。この方式であれば、一括放送でも「吊革の色が白（あるいは緑）の車両は高尾山口行き」など、的確な案内が可能となる。
  - なお、5000系 (初代)・5100系による4連+3連、ならびに6000系の5連+3連では高尾山口行き3連が緑色の吊革であった。
- 車両のアナウンスを、内容に応じて流す車両・流さない車両を切り替える。
小田急電鉄などで採用されていた方法で、小田急の場合1000形のうち8両固定・10両固定の編成・2000形以外の通勤車全車両に「分割放送装置」が設置されている。全車一斉・前編成・後編成と放送する対象車両を選択可能。なお、現在は活用されておらず、号車番号での案内になっている。ただし3000形の後期増備車では、液晶ディスプレイにより視覚的な案内を行なっている。
JR東日本では常磐線、高崎線など、途中の駅で分割併合を行う列車で分割放送装置を活用、高崎線では基本編成で「この電車は高崎行きです」を、付属編成で「この電車は籠原止まりです」の自動放送をそれぞれ流している。
京急では都営地下鉄浅草線直通列車と品川止まり列車、三崎口方面行き列車と浦賀・逗子線方面行き列車（現在は運用なし）が併結されている品川駅もしくは京急川崎駅 - 金沢文庫駅間で分割放送装置を活用している。
近鉄では多層建て列車に対して分割放送装置を活用している（同社では途中駅での増解結列車でも活用）。
国鉄211系電車では、車両個別に放送する対象車両を選択可能になっていたが、高崎線・宇都宮線では幌をつなぐことで、隣の編成の放送が聞こえてしまうことがあることから、あまり活用されていなかった。

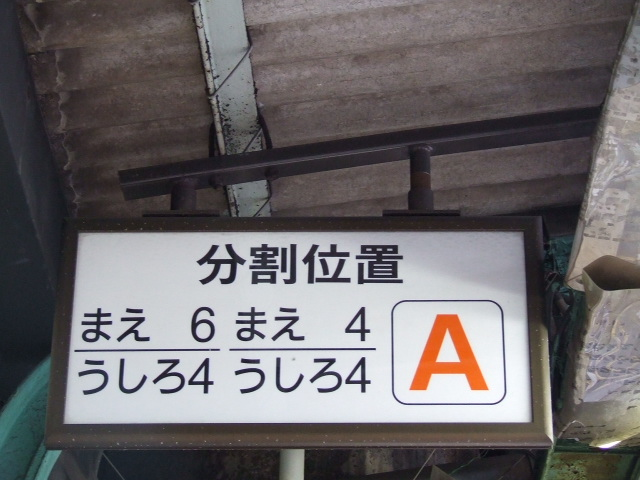
「分割案内板」の例 : 分割案内板A（小田急小田原線下北沢駅） 現在は新デザインのものに変わっている。
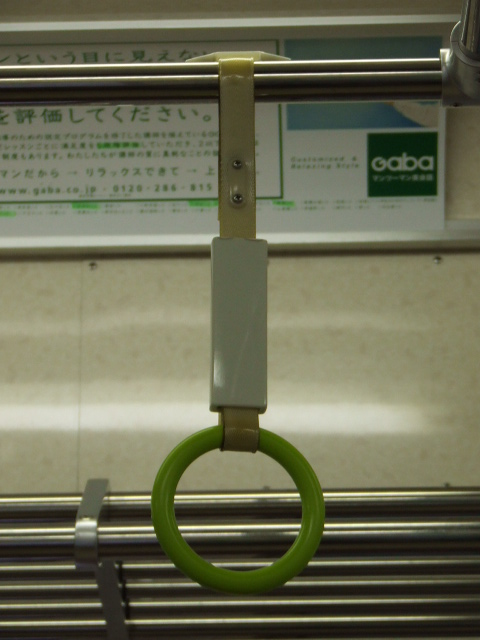
吊革の色分け例 : 緑色の吊革（京王電鉄）
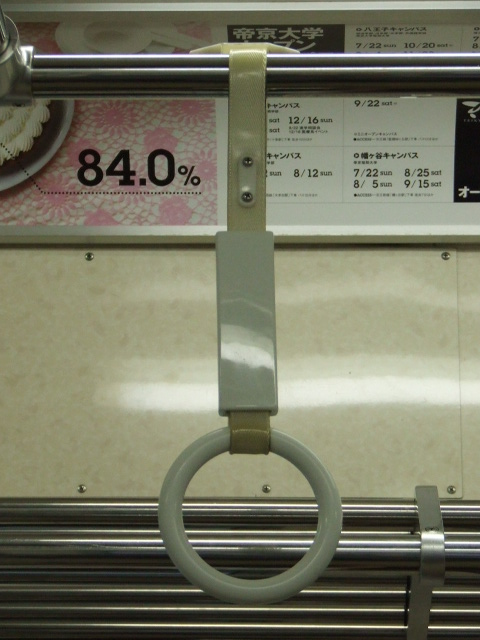
吊革の色分け例 : 白色の吊革（京王電鉄）
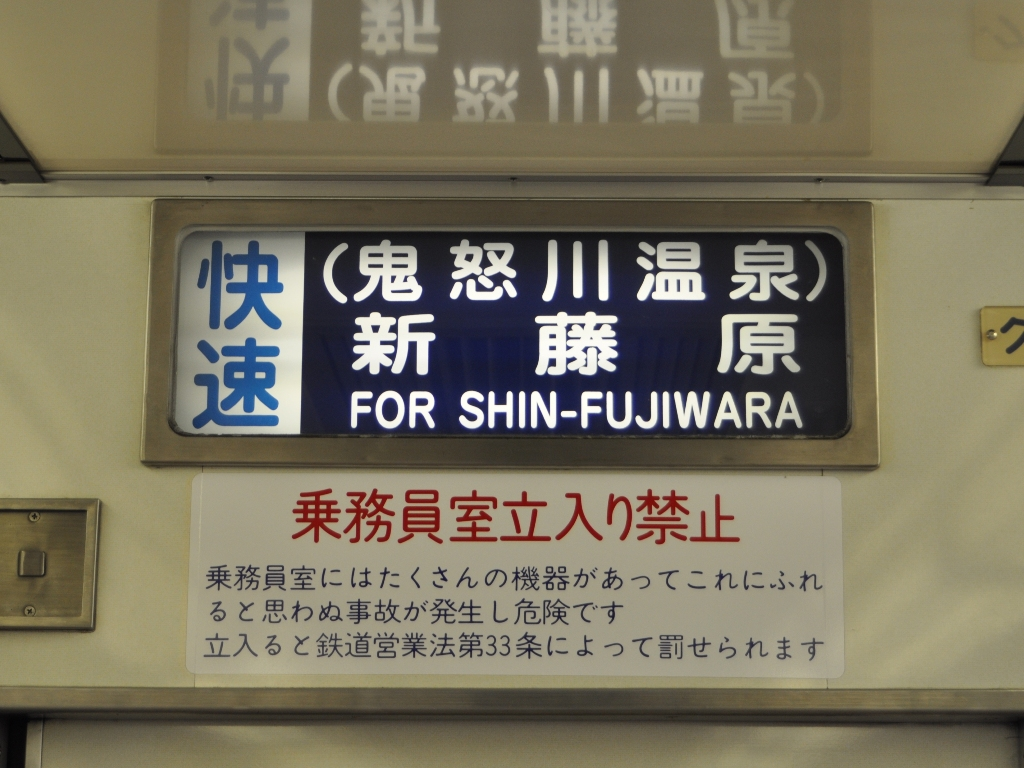
車内行先表示の例（東武鉄道6050系電車）

### 増解結列車
多層建て列車に似たケースとして、1つの列車の一部編成を途中駅で増結または解結することが挙げられるが、この場合は多層建て列車とはみなされない。「一部編成の増解結」も輸送力の調整法としてよく行われており、1960 - 80年代の東北地方の急行列車では多層建て列車と組み合わせての車両運用もよく見られた（詳しくは増解結の項を参照）。しかし1980年代以降の新幹線開業やそれに伴う優等列車の整理によりこうした列車は急速に数を減らしていった。
現在、JRグループの定期運転の優等列車で多層建て列車を組みかつ一部編成の増解結を行う列車としては、特急「ひだ5号」が挙げられる。特急「ひだ5号」は名古屋駅発であるが岐阜駅で大阪駅発の「ひだ25号」を連結する。高山駅で「ひだ25号」を解結し「ひだ5号」のみで終着の飛騨古川駅に向かう。大阪駅 - 大垣駅間で「ひだ25号」に乗車し飛騨古川駅まで行く場合はいずれも車両の移動が必要となるが特急料金は直通するものとして計算される。
また上越新幹線ではMaxときにおいて増解結列車が存在していたが、2013年3月16日より増解結する側の列車をMaxたにがわに愛称を変更したものの、実質継続されている。
2011年3月11日までは「しおかぜ9・22号」（運行は21号と同様）「みどり23号」（肥前山口駅で「かもめ」と分割し、早岐駅で一部編成を解結する）も多層建て列車で一部編成の増解結を行う列車だったが、2011年3月12日のダイヤ改正により「しおかぜ9・22号」は松山駅発着となり、「みどり23号」は「かもめ」との併結がなくなったため、それぞれこのパターンからは外れた。
2016年3月25日までは、岡山駅発宇和島駅行きの特急「しおかぜ21号」（岡山駅を5両で発車するが、宇多津駅で高松駅からの「いしづち21号」（2両）を併結。宇多津駅から松山駅間は7両で運転するが、松山駅で「しおかぜ」の後ろ2両および「いしづち」を解結し、3両で宇和島駅に向かう。）も多層建て列車で一部編成の増解結を行う列車だったが、2016年3月26日のダイヤ改正により「しおかぜ21号」は松山駅発着となりこのパターンからは外れた。

## 欧州
欧州では国際列車が数多く運行されており多層建て列車も多く存在する。
例えばスイスのバーゼルにあるバーゼルSBB駅はチューリッヒ、オルテン・ベルン、ドゥレモンの3方向からの幹線が集結するとともに、それらがドイツやフランスに向けて散っていく位置にある。バーゼルSBB駅で連結する列車の一例としてベルリン - バーゼル - チューリッヒを結ぶベルリナー号とドレスデン - バーゼル - チューリッヒを結ぶセンパー号（バーゼル - チューリッヒ間を連結して運転）などがある。